# 東福爾鐵路
東福爾鐵路（挪威語：Østfoldbanen）是挪威一條全長170公里的鐵路線，由奧斯陸開始途經福洛及東福爾至Kornsjø的鐵路線，並繼續延長至瑞典。北半部分是複線化，全線電氣化，此線是挪威南部的重要鐵路走廊。
1879年1月2日通車，此線是挪威首條以鐵興建大橋的鐵路。
2015年起進行工程以便將大部分路段升級至高速鐵路，當中包括2021年福洛鐵路由奧斯陸至希，並於2030年鋪設新軌道至挪威瑞典邊界。